# De Regenjas
De Regenjas was een televisieprogramma dat Harry Vermeegen tussen 1997 en 2000 maakte voor de Nederlandse commerciële omroep Veronica.

## Achtergrond
Na ruzie met Henk Spaan en het einde van het programma Die 2: Nieuwe Koeien ging Vermeegen solo verder. In zijn karakteristieke regenjas maakte hij diverse items met bekende voetballers. Het dragen van een regenjas was een verwijzing naar voetbaltrainers, die vaak in een soortgelijke regenjas langs de lijn staan te coachen.
Enkele vaste items in het programma waren De Cirkel Is Rond, waarbij een voetballer een bal door een slaapkamerraam moest schieten, Hengelen Met Harry, waarin Vermeegen en een voetballer gingen vissen en De Wegwezer, waarbij een voetballer op een originele manier verdween. Verder was er jarenlang een variërend item met Jaap Stam. Stam gaf Vermeegen elke week opdrachten, zoals het bewaken van een vissenkom met oranje goudvissen (met de namen Alex en Emily), het maken van een oranjekostuum voor supporters en het schrijven van een Oranje-hit voor het EK Voetbal 2000. Dat laatste deed Vermeegen samen met Guus Meeuwis.
Door De Regenjas scoorde Vermeegen eind mei 2000 in Nederland een hit in zowel de Nederlandse Top 40 op destijds Radio 538 als in de publieke hitlijst; toentertijd de Mega Top 100 op Radio 3FM met 1,2,3,4 Dennis Bier, geschreven door Guus Meeuwis. Na het EK 2000 stopte Vermeegen met het televisieprogramma, omdat hij oververmoeid was geraakt én omdat hij uitgekeken raakte op de formule.